# Monomyces rubrum
Espèce
Statut CITES
Monomyces rubrum est une espèce de coraux appartenant à la famille des Flabellidae.

## Liste des formes
Selon World Register of Marine Species (11 décembre 2015), Monomyces rubrum comprend les formes suivantes :
- Monomyces rubrum f. latum Studer, 1878
- Monomyces rubrum f. nobile Holdswworth, 1862
- Monomyces rubrum f. rubrum Quoy & Gaimard, 1833